# Saint-Jacut-de-la-Mer
Saint-Jacut-de-la-Mer (bretonisch Sant-Yagu-an-Enez) ist eine französische Gemeinde mit 909 Einwohnern (Stand 1. Januar 2022) im Département Côtes-d’Armor. Sie liegt auf einer Halbinsel an der Nordküste der Bretagne, umgeben von der Bucht des Flusses Arguenon im Westen und den Buchten von Lancieux und Beaussais im Osten. Zum Gemeindegebiet gehört auch die nördlich vorgelagerte Inselgruppe der Ébihens.
Die Gemeinde hat laut letzter Volkszählung 910 Einwohner (Stand: 2021). Sie wird von Jean-Luc Pithois als Bürgermeister verwaltet, dessen Amtszeit von 2020 bis 2026 dauert. Saint-Jacut-de-la-Mer gehört zum Gemeindeverband Dinan Agglomération.

## Geografie
Saint-Jacut-de-la-Mer liegt im Nordosten des Départements Côtes-d’Armor, nahe der Grenze zum Département Ille-et-Vilaine. Die Gemeinde erstreckt sich über eine Fläche von 2,92 km² und hat eine Küstenlinie von mehreren Kilometern Länge. Der Ort selbst befindet sich auf einer Halbinsel, die von Buchten umgeben ist.
Im Norden der Gemeinde liegt die Inselgruppe Ébihens, zu der auch die Insel La Colombière gehört. Diese war früher ein Granitsteinbruch und steht seit 1953 als site pittoresque classé („klassifizierter malerischer Ort“) unter Naturschutz. Seit 1984 ist La Colombière ein Naturschutzgebiet, das von der Société pour l’étude et la protection de la nature en Bretagne (SEPNB) verwaltet wird.

### Geologie
Saint-Jacut-de-la-Mer befindet sich geologisch im nördlichen Teil des Armorikanischen Massivs. Das Gebiet liegt in einem vorwiegend brioverischen Sedimentbecken, das im Süden von einem großen cadomischen Granitpluton begrenzt wird. Dieser Pluton gehört zum größeren Mancellischen Batholithen.
Die geologische Geschichte der Region ist geprägt durch den Cadomischen Zyklus zwischen 750 und 540 Millionen Jahren vor heute. In dieser Zeit entstanden die Cadomischen Berge, die wahrscheinlich bis zu 4000 m hoch waren. Am Ende des Präkambriums wurden die umgebenden brioverischen Sedimente stark deformiert und metamorphisiert, wodurch hauptsächlich Schiefer und Gneise entstanden.

### Klima
Das Klima von Saint-Jacut-de-la-Mer wird als gemäßigt ozeanisch eingestuft. Es zeichnet sich durch milde Sommer und relativ geringe Niederschläge in den Sommermonaten bei guter Sonneneinstrahlung aus. Die Gemeinde liegt in der Klimazone Littoral doux („Milde Küste“) mit windigen Verhältnissen und angenehmen Sommertemperaturen.
Im Zeitraum 1971–2000 betrug die mittlere Jahrestemperatur 11,5 °C bei einer jährlichen Schwankung von 11,4 °C. Die durchschnittliche jährliche Niederschlagsmenge betrug 686 mm, mit durchschnittlich 12 Regentagen im Januar und 6,2 Regentagen im Juli. Neuere Daten für den Zeitraum 1991–2020 zeigen einen leichten Anstieg der Durchschnittstemperatur auf 11,9 °C und der jährlichen Niederschlagsmenge auf 752 mm.

## Geschichte
Archäologische Funde belegen eine menschliche Besiedlung bereits in der Jungsteinzeit (7000–2000 v. Chr.), wovon der Menhir an der Pointe du Chevet zeugt. Auf der Île des Ebihens wurden Spuren eines gallischen Dorfes aus der späten Eisenzeit (1. Jh. v. Chr.) entdeckt, darunter eine Salzsiederei und eine Nekropole.
Die Anfänge der Gemeinde gehen auf die Abtei Saint-Jacut-de-la-Mer zurück, die der Legende nach im frühen Mittelalter von den Zwillingen Jacut und Guéthenoc, den älteren Brüdern des heiligen Guénolé, gegründet wurde. Der ursprüngliche Name des Ortes war Landoac, was auf einen noch älteren Ursprung hindeuten könnte. Im Laufe der Zeit entwickelte sich die Abtei zu einem wichtigen religiösen und kulturellen Zentrum der Region.
Während des Ancien Régime war Saint-Jacut-de-la-Mer eine Enklave des Bistums Dol innerhalb des Bistums Saint-Malo an der Grenze zum Bistum Saint-Brieuc. Der erste Gemeinderat wurde Anfang 1790 unter dem Namen Saint-Jacut gewählt. Von 1793 bis 1797 hieß der Ort kurzzeitig l’Isle-Jacut oder Port-Jacut. Der heutige Name Saint-Jacut-de-la-Mer wurde erstmals bei der Volkszählung von 1856 verwendet und 1873 offiziell festgelegt.
Die Küstenfischerei, die jahrhundertelang die lokale Wirtschaft prägte, ist eng mit der Geschichte der Abtei verbunden, der die umliegenden Fischgründe gehörten.

### Bevölkerungsentwicklung
| Jahr                       | 1821 | 1831 | 1931 | 1962 | 1968 | 1975 | 1982 | 1990 | 1999 | 2006 | 2012 |
| Einwohner                  | 1016 | 1050 | 1167 | 1051 | 1022 | 934  | 893  | 797  | 871  | 831  | 865  |
| Quellen: Cassini und INSEE |      |      |      |      |      |      |      |      |      |      |      |

## Sehenswürdigkeiten

### Architektonisches Erbe
Das architektonische Erbe von Saint-Jacut-de-la-Mer umfasst Bauwerke, die vom späten 15. oder frühen 16. Jahrhundert bis ins dritten Viertel des 20. Jahrhunderts datiert sind. Eine umfassende Bestandsaufnahme durch den Verein Les Amis du Vieux Saint-Jacut im Jahr 2007 identifizierte etwa 250 Bauwerke, darunter 230 Wohn- und Wirtschaftsgebäude, einschließlich Bauten des Bädertourismus, sowie 8 Sakral-, Gedenk- und Grabbauten.
Zu den bemerkenswerten Elementen des architektonischen Erbes gehören die ehemalige Lokalbahnstrecke von Saint-Cast-le-Guildo nach Saint-Briac-sur-Mer (du Guildo à Saint-Briac), drei Windmühlen, zwei öffentliche Brunnen und zwei Schulen. Das Ortszentrum, insbesondere entlang der Hauptstraße (Grande Rue), ist geprägt von einer einheitlichen bretonischen Architektur.

### Maritimes Erbe
Das maritime Erbe von Saint-Jacut-de-la-Mer ist stark mit der Geschichte der Abtei sowie den Berufen der Küsten- und Wattenfischerei verbunden. Wichtige Elemente sind Bauwerke wie der Tour des Hébihens (erbaut 1694–1697) und die Häfen Port du Châtelet und Port de la Houle Causseul. Auch die Wegkreuze Croix du Sillon und Croix du Châtelet gehören dazu. Das maritime Erbe umfasst zudem immaterielle Kulturgüter wie mündliche Überlieferungen, nautische Ortsnamen und traditionelles Wissen.

### Historische Wasserversorgung
Die Bestandsaufnahme von 2007 identifizierte insgesamt 26 wasserbezogene Bauwerke in der Gemeinde, von denen 20 als Brunnen und Waschhäuser klassifiziert wurden. Die meisten dieser Wasserstellen stammen aus dem 19. und frühen 20. Jahrhundert und konzentrieren sich vorwiegend im nördlichen Teil der Halbinsel sowie im Dorfzentrum. In Trockenzeiten war der Beaussais-Brunnen in Trégon oft die letzte funktionierende Wasserquelle, zu der sogar Vieh von entfernten Höfen getrieben wurde.
Im Laufe der Zeit wurden viele Brunnen mit Saug- und Druckpumpen ausgestattet, was zur Einrichtung öffentlicher Wasserstellen führte. Die Errichtung eines Wasserturms im Jahr 1934 auf dem Hügel von Ville-Manuel ebnete den Weg für eine moderne Trinkwasserversorgung. Obwohl viele der historischen Wasserstellen heute nicht mehr in Betrieb sind, werden einige gut erhaltene Brunnen und Fontänen, insbesondere der als „biblischer Brunnen“ bekannte Puits de la Manchette, als schützenswert erachtet.